# Atomaria ephippiata
Atomaria ephippiata là một loài bọ cánh cứng trong họ Cryptophagidae. Loài này được Zimmermann miêu tả khoa học năm 1869.